# Cavour (Dakota du Sud)
Pour les articles homonymes, voir Cavour.
Cavour est une municipalité américaine située dans le comté de Beadle, dans l'État du Dakota du Sud.
Depuis 1880, la localité est nommée en l'honneur de Camillo Cavour.

## Démographie
Selon le recensement de 2010, Cavour compte 114 habitants. La municipalité s'étend sur 0,41 milles carrés (1,06 km2).
| 1900 | 1910 | 1920 | 1930 | 1940 | 1950 |
| ---- | ---- | ---- | ---- | ---- | ---- |
| 98   | 408  | 249  | 202  | 138  | 154  |

| 1960 | 1970 | 1980 | 1990 | 2000 | 2010 |
| ---- | ---- | ---- | ---- | ---- | ---- |
| 140  | 134  | 117  | 166  | 141  | 114  |